# الشويلات

في الجدول بلد منشأ عَشائر الشويلات عامتًا.

الشّويلات، قبيلة  عربية يمنية الأصل من آمارة حمير السبئية القحطانية  سُميت بهذا الإسم نِسبة إلى جدهم الكبير شويل بن إسماعيل  وينتشر وجودهم في العراق لاسيما محافظات الجنوب : البصرة و ميسان (العمارة) وذي قار (الناصرية) ويعد قضاء الرفاعي مسكنهم الأول ، مع وجود أقليات في العاصمة بغداد. يرئسهم سابقاً الشيخ:
موحان الخيرالله من (1916م - 1958م )

## نزوحهم من الجزيرة العربية الى العراق
نزح أفراد قبيلة الشويلات من الجزيرة العربية وخصوصاً من بلاد أصولهم جمهورية اليمن متجهين الى بلاد الرافدين (العراق) بعد هجرتهم الى العراق سكنوا في منطقة الحيرة ثم أنتقلوا الى محافظة ذي قار (الناصرية)، وسكنوا قضاء الرفاعي الذي يعد دارهم الأول  في بلاد الرافدين ثم نزحَ أغلبهم الى محافظة ميسان (العمارة)  ومن ثم الى محافظتي البصرة و بغداد العاصمة . 

## معركة الشويلات وعقيل (عگيل)
أراد الشيخ موحان الخير الله بالاستيلاء على الأراضي المجاورة لأراضيهُ وتوسيع أراضي قبيلة الشويلات فاستولى على قسم من أراضي قبيلة عقيل (عگيل) مستنداً إلى الحكومة والى أبناء قبيلتهُ الشويلات الذين يتجاوبون معه في معاركه مع جيرانه هاجموا أفراد قبيلة عقيل (عگيل) قرية الشويلات المحاذية لهم وهذه القرية يرأسها احد أتباع الشيخ موحان الخير الله المدعو (بنية الشويلي) 
وفي صباح يوم ( 1 يونيو - 1949م) رد أفراد قبيلة الشويلات على الهجوم بهجوم مقابل استمرت المعركة حتى صباح ( 2 يونيو - 1949م ) وكان مقاتلوا عقيل (عگيل) قسمان ، قسم منهم يملكون بنادق ويحمل القسم الأخر العصي والمكاوير انتهت المعركة بسقوط قتلى وجرحى من قبيلة الشويلات ، وقتل ثلاثة أفراد من قبيلة عقيل . وحرق بعض المحاصيل العائدة الى قبيلة عقيل (عگيل) وتذكر كتب هوسات التي حدثت في المعركة .  
- فكانت أهزوجة قبيلة عقيل (عگيل) 
جدنا الحارب حيدر    *     وأنت التدرى وتعلم بيه
- ورد عليهم الشويلات بقولهم :
ذاك إشجاع وحارب حيدر    *      وأنت شلغم تطبى بيه
معنى الإهزوجات : 
أهزوجة عقيل : أي أن جدهم عمرو بن ود العامري حارب الإمام علي بن ابي طالب وأنتم تعلمون شجاعتة . 
أهزوجة الشويلات : أن جدكم كان شجاعاً وحارب الإمام علي بن ابي طالب  اما انتم مجرد (اللفت) لا تشبهون جدكم بشيء .

## بين حمير وزبيد
أختلف علماء القبائل في تحديد أصول قبيلة الشويلات منهم من قال حمير و منهم قال زبيد والثابت هو آمارة حمير السبئية القحطانية 

## النسُب
محمد الأشول بن عبد الرحيم بن عبدالله بن يوسف بن محمد بن محمد بن جمال الدين بن محمد بن يحيى بن سعد  بن محمد بن نعيم بن محمد بن عبدالله بن عمار بن عمران بن نعيم أبو السري  بن أبو جعفر عينية بن موسى بن كعب بن عينية بن عائش بن عمرو بن السري الشوالي   بن جشم بن الحارث بن خزرج بن مالك بن الأوس بن حارثة بن ثعلبة بن العنقاء بن عمرو مزيقياء بن عامر ماء السماء بن حارثة الغطريف بن ثعلبة بن أمرؤ القيس بن ثعلبة البهلول بن مازن بن أدد الأزد بن الغوث بن نبيت بن مالك بن حمير بن سبأ بن يشجب بن يعرب بن قحطان (جد العرب القحطانين).